# Walther von Brauchitsch
Heinrich Alfred Hermann Walther von Brauchitsch  (Berlin, 4. listopada 1881. – Hamburg, 18. listopada 1948.) bio je vrhovni zapovjednik kopnenog dijela njemačke vojske u ranim fazama Drugog svjetskog rata. Jedan je od izumitelja taktike blitzkriega, koja se temeljila na ekstremno brzom vojnom napredovanju, hitrom prodiranju koncentriranih oklopnih jedinica i podrške zrakoplovstva. 
Nadgledao je niz ofenziva u Poljskoj, Francuskoj, SSSR-u i Balkanu, koje su bile uspješne unatoč njegovom skepticizmu i protivljenju nekim taktikama, a i samim ofenzivama. Adolf Hitler ga je smijenio s pozicije feldmaršala 19. prosinca 1941. nakon neuspješne Bitke za Moskvu. Ostatak rata proveo je u svojem privatnom posjedu jugozapadno od Praga. U kolovozu 1945. godine Brauchitscha su na osobnom imanju uhitili Britanci, nakon čega je optužen za ratne zločine. Prije procesuiranja umire od srčanog udara 18. listopada 1948. u britanskoj vojnoj bolnici, u dobi od 67 godina.